# Анти-Дарвин
Анти-Дарвин (в оригинале «Иконы эволюции: наука или миф?» англ. Icons of Evolution: Science or Myth) — псевдонаучная книга, написанная сторонником концепции «разумного замысла», сотрудником общественной организации «Институт Дискавери» и членом Движения объединения Мун Сон Мёна Джонатаном Уэллсом. В своей книге Уэллс критикует парадигму эволюции и методы её преподавания В 2000 году Уэллс резюмировал содержание книги в статье в журнале American Spectator.. По книге был снят одноимённый фильм.
Философ Барбара Форрест, биолог и писатель Пол Гросс и генетик Джерри Аллен Койн которых цитирует Уэллс в своей книге, написали опровержения, заявив, что их цитаты были вырваны из контекста, их работа была искажена или не предполагает выводов, сделанных Уэллсом.
Книга вызвала резкую критику в научном сообществе, как намеренно вводящая в заблуждение и содержащая ошибочные выводы относительно статуса теории эволюции, которая является центральной парадигмой биологии. Биологи Кевин Падиан и Алан Гишлик в обзоре в журнале The Quarterly Review of Biology отметили: «На наш взгляд, независимо от философской или религиозной предпосылки Уэллса, его „Иконы эволюции“ вряд ли можно считать работой, имеющей научную ценность».

## Восприятие книги в научном сообществе и критика
Учёные, рассмотревшие книгу Уэллса опровергли его утверждения и выводы относительно эволюции и отметили, что Уэллс преднамеренно искажает цитаты и вводит читателей в заблуждение.
В целом книга вызвала в научном сообществе очень серьёзную критику. Так, Ник Матцке в своём обзоре заключил: «„Иконы эволюции“ являются пародией на настоящую науку» и что книга «содержит многочисленные случаи недобросовестного искажения научных взглядов, вызванные псевдонаучной тактикой избирательного цитирования и приведения цитат, вырванных из контекста..»
Также отмечается, что получение Уэллсом степени по биологии в Университете Беркли было оплачено Церковью объединения и указание цели этого обучения — «уничтожить дарвинизм» — рассматривается научным сообществом как свидетельство того, что у Уэллса отсутствует необходимая научная объективность и что он использует игнорирование и искажение научных доказательств эволюции в пользу своих религиозных взглядов.

## Краткое описание
Уэллс сосредоточился в своей книге на десяти примерах, которые по его словам, широко используется на уроках по эволюции, которые он называет «иконами». По утверждениям Уэллса эти десять тематических исследований, используемые для иллюстрации и преподавания эволюции, ошибочны. Десятью иконами Уэллса были:
| 1  | Эксперимент Миллера — Юри            |
| 2  | Дарвиновское филогенетическое дерево |
| 3  | Гомология в конечностях позвоночных  |
| 4  | Зародыши по Геккелю                  |
| 5  | Археоптерикс                         |
| 6  | Пяденица берёзовая                   |
| 7  | Дарвиновы вьюрки                     |
| 8  | Четырёхкрылые дрозофилы              |
| 9  | Ископаемые лошади                    |
| 10 | Антропогенез                         |

Последние три «иконы» — четырёхкрылые дрозофилы, эволюция лошади и эволюция человека — были рассмотрены в книге, но Уэллс не оценивал их освещение в учебниках. На самом деле в большинстве учебников первые семь «икон» описываются, но они не используются в качестве «наилучших доказательств» эволюции ни в одном из учебников.

### Эксперимент Миллера — Юри
Эксперимент Миллера — Юри был направлен на моделирование условий на ранней Земле и на испытание модели абиогенезa Опарина-Холдейна . В Иконах эволюции Уэллс утверждает, что поскольку состав атмосферы, используемый в эксперименте, как теперь известно, является неточным, он не должен быть использован в учебных пособиях. Уэллс заявляет, что современные представления о составе атмосферы ранней Земли делают этот вид химического синтеза невозможным из-за наличия «значительного» количества кислорода.
Однако как отмечают учёные, в четырнадцати других подобных экспериментах была показана возможность синтеза органических молекул в условиях, соответствующих современным представлениям о составе атмосферы ранней Земли.

### Дарвиновскоефилогенетическое дерево
Уэллс осуждает использование деревьев филогенетических в учебниках биологии, утверждая, что учебники не рассматривают должным образом кембрийский взрыв и появление и возникновение биологических подтипов между основными типами в вертикальном филогенетическом древе.

### Зародыши по Геккелю
Уэллс утверждает в своей книге, что биогенетический закон Геккеля-Мюллера, появляющийся в учебниках биологии свидетельствует о недостатках в преподавании эволюции
Пол Захари Майерс рассматривая главу, где Уэллс обращается к геккелевскому изображению эмбрионов, отметил:
К сожалению, то что Уэллс пытается сделать в этой главе, так это использовать недействительную, дискредитированную теорию и запачкать ей современную (и даже не современную) эволюционную биологию. Однако, биогенетический закон не дарвинизм или неодарвинизм. Это не есть часть какой-либо современной эволюционной теории. Уэллс пытается использовать приём «заманить и подменить», подбирая доказательства и цитаты, которые камня на камне не оставляют от геккелеевской догмы, а следом утверждает, что это часть "нашего лучшего доказательства теории Дарвина.
[...]
Хотя Джонатан Уэллс желает дискредитировать эволюцию и геккелевских эмбрионах он нашёл как раз то что хотел. Чуток преднамеренной подтасовки, явное уподобление себя самого Дарвину, и долгая история признания идей Геккеля вперемежку с однозначным отказом от них. [...]

Всё что ему нужно сделать, так это попытаться запутать дискредитированные теории Геккеля и плохую современную репутацию со множеством подлинных наблюдений и современных объяснений и тогда ему удастся похоронить истину под недосказанностью и отождествлением.

### Дарвиновы вьюрки
В главе, посвящённой галапагосским вьюркам, Уэллс утверждает, что они были всего лишь «спекулятивной запоздалой мыслью». Уэллс утверждает, что столь известных вьюрков надо приписывать отцу орнитологии Дэвиду Лаку, продемонстрировавшему впервые теорию с вьюрками и заявившему, что они сыграли важную роль в теории Дарвина. Уэллс утверждает, что, вместо того, чтобы эволюционировать, вьюрки могли «сливаться», сочетаясь из нескольких видов в один вид, а не делиться из одного вида на несколько видов. Уэллс утверждает, что из-за скрещивания многих видов вьюрков, на самом деле существует менее тринадцати видов, чем полагалось ранее.

## Рисунок на обложке
Название книги является ссылкой на известную картину Марш прогресса. Картина художника Рудольфа Заллингера была опубликована в книге Ранний человек, выпущенной издательством Time Life в 1965 году описывает последовательность приматов, шагающих слева направо, начиная с человекообразной обезьяны слева, прогрессирует, проходя ряд гоминидов, и заканчивается современным человеком справа. Версия картины изображена на обложке книги, и Уэллс называет её «конечной иконой» эволюции.

## Фильм
В 2002 году вышел фильм под названием Иконы эволюции производства Coldwater Media. В нём Уэллс обсуждает свои идеи, представленные в книге. Кроме того там представлена история Роджера ДеХарта, учителя биологии Барлингтон-Эдисонской старшей школы проводившего уроки с опорой на креационистскую концепцию «разумного замысла», чтобы вызвало острую полемику среди местной общественности. Корреспондент Seattle Weekly Роджер Дауни отметил, что в фильме не представлена «вся правда».

## Издание на русском языке
- Уэллс Д. Анти-Дарвин / Пер. с англ. Мария Макарова. — М.: Альпина Бизнес Букс, 2012. — 288 с. ISBN 978-5-91657-397-8 Тираж 3000

### Критика
- Icons of Evolution FAQs Архив TalkOrigins.org
- Gishlick A. D. Icons of Evolution? Национальный центр научного образования 2003 (англ.)
- Pigliucci M. No Icons of Evolution: A Review of
- Scott E. C. Fatally Flawed Iconoclasm 2001
- Don Lindsay Selection of critical reviews